# Abadía de Tre Fontane
La abadía de Tre Fontane (italiano: Abbazia delle Tre Fontane, traducido como abadía de las tres fuentes) es el único complejo religioso administrado en Roma por los cistercienses que tiene el título de abadía (aunque pertenezca también a esta orden San Bernardo alle Terme).

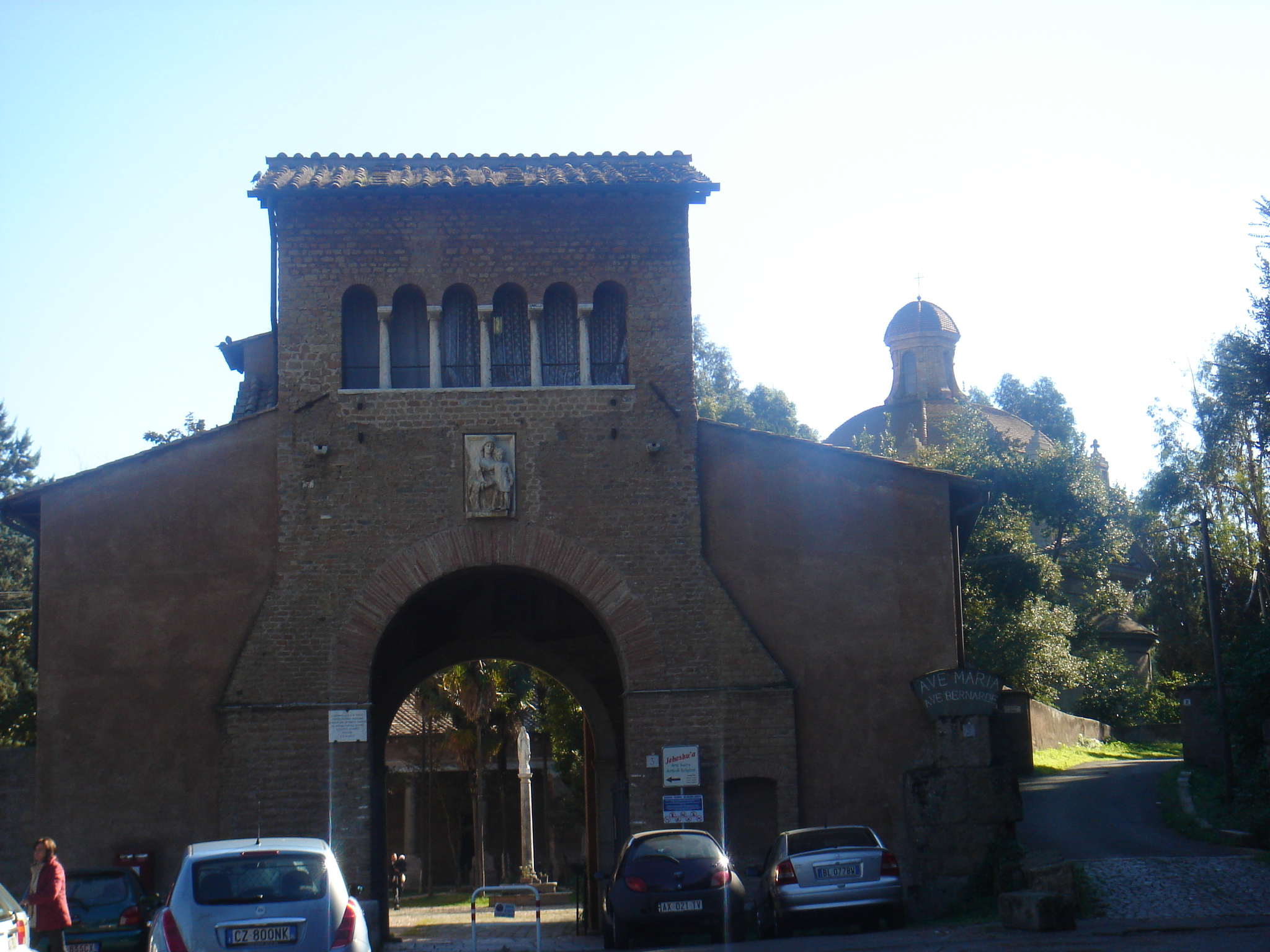
El arco de Carlomagno en la entrada de la abadía.

## Historia del lugar
El complejo de la abadía se encuentra en un valle por donde pasa la antigua via Laurentina, en una localidad llamada Aquae Salviae. Se piensa que el topónimo une la mención de los manantiales de la zona al nombre de la familia que poseía la propiedad en la época tardo-latina.

### El monasterio greco-armenio
A mitad del siglo VII, con ocasión del sínodo convocado por el Martín I en el 649, se afirma la presencia en Roma de un «venerable abad Jorge, del monasterio de Cilicia que se encuentra en Acque Salvie en nuestra ciudad». Por lo tanto, el primer alojamiento en el lugar fue el greco-armenio, al cual el emperador Heraclio habría enviado, como regalo, la cabeza del mártir persa Anastasio, como reliquia. Pertenece a esta época la fundación de la iglesia dedicada a la Virgen María, que se llamará después Santa Maria Scala Coeli.
Como atestigua el Liber Pontificalis, al final del siglo VIII el monasterio y la iglesia se incendiaron, y fueron de nuevo restaurados y entregados por este mismo Papa. También los Papas sucesivos entre el siglo IX y el XII mostraron su favor al monasterio a través de donaciones. La relevancia de la institución en el ordenamiento feudal de la Iglesia de la época se distingue ulteriormente por las atribuciones al monasterio de feudos en Maremma (Ansedonia, Orbetello, el monte Argentario y la isola del Giglio), a través de una apócrifa donación de Carlomagno.

### La abadía cluniacense
Al final del siglo XI, ya sea porque el monasterio armenio estaba en decadencia o porque los cluniacenses se estaban convirtiendo en la orden monástica más potente del tiempo y el Papa tenía necesidad de aliados poderosos en sus luchas políticas, o por todos estos motivos juntos, el hecho es que Gregorio VII encargó a esta orden, alrededor del año 1080, la abadía y sus posesiones.
No obstante, pocos decenios después, en el 1140, el Papa Inocencio II les quitó el monasterio a los cluniacenses (que habían apoyado el cisma del Anacleto II) y lo entregó a los cistercienses.

### La abadía cisterciense
De esta época procede la construcción de la iglesia abadial y la estructura del monasterio como lo conocemos hoy: en un documento del 1161 se mencionan por primera vez las tres iglesias que forman parte de la abadía.
La abadía fue hija de Claraval. Su renovado y creciente poder se confirma por el hecho de que su primer abad cisterciense llegó a ser después el  Papa Eugenio III.
Este poder creció en los siguientes dos siglos, con la fundación de 5 abadías “filiales”, casi todas dedicadas a “Santa María”, Casanova en Penne, Arabona en Manoppello, en Nemi (donde los monjes, asediados por la malaria iban a pasar el verano) en isla de Ponza y en Montalto di Castro (pero esta estaba dedicada a san Agustín).
Completaron el monasterio en 1306 y en 1370 enriqueció su prestigio con las reliquias de Vicente de Zaragoza, que fue nombrado también titular de la iglesia abadial.
Una vez terminada la época del monaquismo, en el 1408 la abadía fue transformada en comendataria por Martín V, pero continuó siendo de los cistercienses.
La vida de la abadía se interrumpió en el 1808, cuando fue suprimida debido a la invasión napoleónica. A causa del saqueo, de la dispersión de su patrimonio, por el traspaso de los libros y los archivos a la Biblioteca Vaticana y a la Casanatense y por la infestación del lugar por la malaria, la estructura quedó completamente en ruinas.

### Los trapenses
Las tropas napoleónicas fueron los destructores de la abadía, y gracias a Francia se inició la reconstrucción: con ocasión del Jubileo extraordinario celebrado en el año 1867 para celebrar los 1800 años del martirio de Pedro y Pablo, Pío IX logró recabar los fondos necesarios para las restauraciones. Gracias al bienhechor francés, conde de Moumilly, fue restaurada con bula papal de 1868 una comunidad residente (que debía de tener por lo menos 14 miembros), y la abadía fue confiada a los monjes trapenses, orden cisterciense que volvió en el siglo XVIII a la llamada “antigua observancia” tras la intervención de Armando Juan Boutiller de Rance, para que se encargaran de la restauración de los edificios y al saneamiento del territorio.
Después de las leyes que suprimieron las congregaciones religiosas (1866), los trapenses obtuvieron 450 hectáreas del territorio de Acque Salvie en enfiteusis perpetua, con la condición de plantar 125 000 plantas de Eucalyptus para su saneamiento.
Efectivamente, el saneamiento se realizó (por medio de canalizaciones, eucaliptos, pero sobre todo enterrando un pantano que era el foco de la malaria en el valle).

## El monasterio fortificado

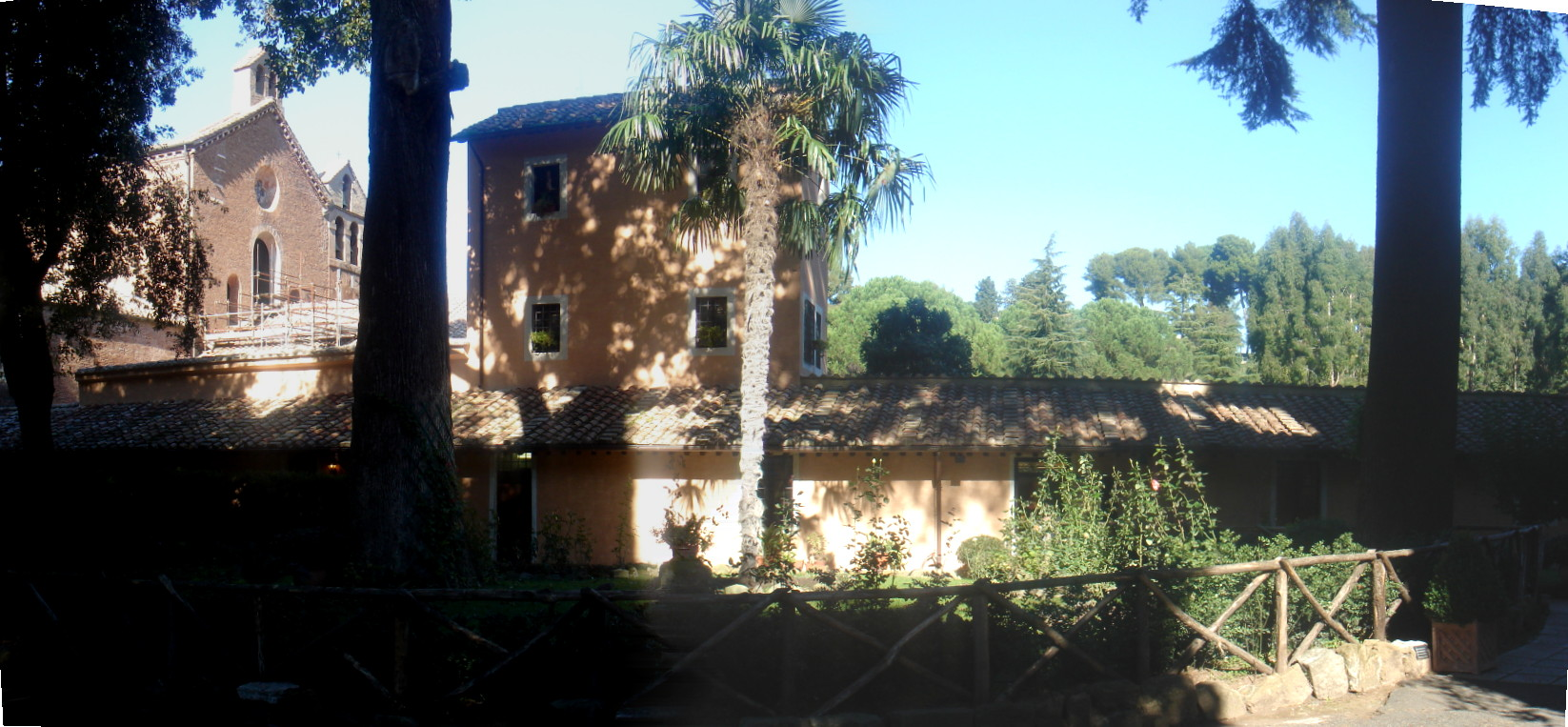
Recinto y torre del convento.

Como todos los complejos análogos de la época, la abadía de Tre Fontane presenta características de monasterio fortificado: se ve claramente en el portal de ingreso, que hace pensar en el de la basílica de Cuatro Santos Coronados.
El portal se llama Arco de Carlomagno porque los frescos de su interior recordaban la supuesta donación de las posesiones de Maremma de la que nacía la riqueza de la institución: según la leyenda, el Papa León III hizo llevar la reliquia de San Anastasio en ayuda de Carlomagno empeñado en quitar Ansedonia a los lombardos; sus muros se cayeron por un terremoto, Carlomagno venció la guerra y el monasterio fue dotado con amplias posesiones en Maremma.
La abadía y el claustro son los lugares que están a la izquierda de la iglesia. Como los monjes viven en clausura, el interior es raramente visitable.

## Las tres iglesias

### Iglesia abadial de los Santos Anastasio y Vicente
La iglesia abadial ha permanecido prácticamente intacta en la forma en que fue construida en el siglo XII.
Fue dedicada a San Anastasio, militar persa del ejército de Cosroe que vivió en el siglo VII, y sufrió el martirio en el 624, su cabeza fue la primera reliquia importante que llegó al lugar, pocos años después del martirio (desaparecida a finales del siglo XIV y reencontrada en Santa María en Trastevere). Se le recuerda el 22 de enero, día de su muerte.
En 1370 la abadía se enriqueció con otras reliquias de Vicente de Zaragoza, al cual también se dedicó la iglesia.
La mano cisterciense –cuya obra sumergió completamente los restos de la primitiva construcción– se puede reconocer en el estilo sólido, severo y desnudo de la iglesia y de los demás edificios conventuales, y en el hecho de que todo esté construido, al uso lombardo, en ladrillo, casi sin recurrir a materiales de despojos, al contrario del uso romano del tiempo. Cistercienses y lombardos vinieron probablemente de la casi contemporánea abadía de Claraval, los obreros que edificaron, introdujeron en el uso de construcción romano las bóvedas en arco apuntado hasta entonces casi desconocidas en la ciudad.
Sus macizas pilastras laterales, unidas por bóvedas de cañón, apoyaba al inicio una bóveda con arcos apuntados, que sólo permanece hoy sobre las capillas laterales, mientras que aquella de la iglesia arruinada por el tiempo, fue sustituida por armaduras de madera.
La única decoración consiste en unas grandes figuras de los apóstoles representados sobre las pilastras de la nave.

### La iglesia (de la decapitación) de san Pablo

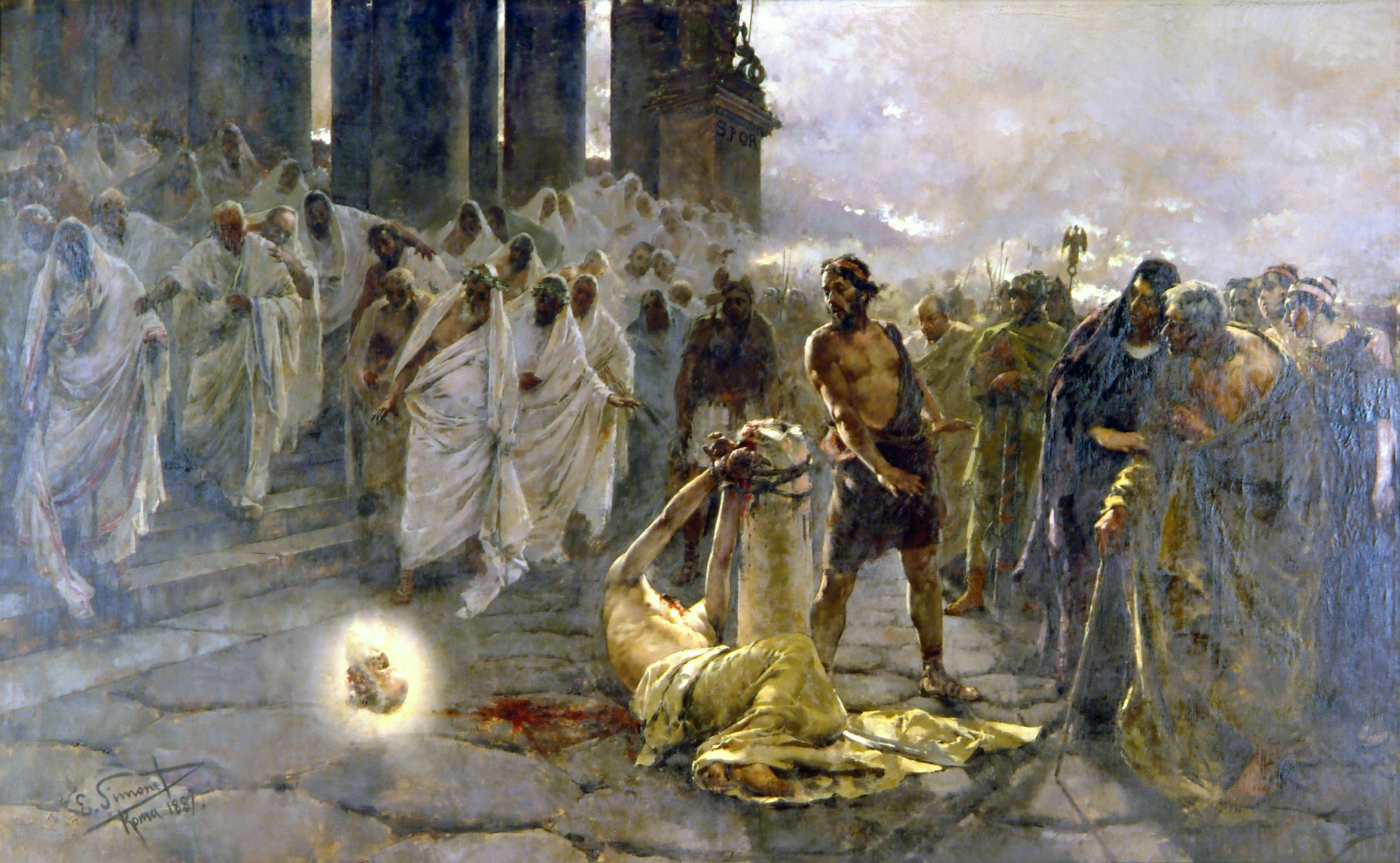
Decapitación de San Pablo. Pintura de Enrique Simonet de 1887.

La principal de las tradiciones unidas a la abadía es aquella que indica el valle como lugar de la decapitación de san Pablo, el 29 de junio del 67: la cabeza, cuando cayó a tierra, habría dado tres botes, de cada uno de los cuales habría brotado una fuente.
Después prevaleció la tradición, según la cual, la decapitación de san Pablo fue en la via Ostiense, en el lugar en donde lo sepultaron y se construyó en época constantiniana la basílica de San Pablo extramuros. De todos modos, Ad aquas salvias surgió, en tiempos antiguos, un oratorio que recordaba la decapitación y fundaba la correspondiente leyenda.
Este es el punto focal originario del sitio. El origen se describe con las palabras de Armellini:

En las actas anónimos griegas, surgidas a la luz  por Tischendorff, no sólo se lee que s. Pablo fue decapitado en la localidad llamada ad Aquas Salvias, sino que se añade que el martirio sucedió cerca de un pino. Aunque este documento sea apócrifo y lleno de leyendas, de todos modos es un documento bastante antiguo y debe, como obviamente se comprende, admitir credulidad al menos en la parte que se refiere al lugar. Ahora bien, no hace muchos años, mientras los rr. pp. trapenses excavaban cerca de dicha iglesia un depósito de agua, se encontró a grande profundidad del suelo una alacena de monedas antiguas, precisamente del imperio de Nerón, y muchos frutos de pino (piñones), que la acción del tiempo había casi fosilizado. Tal descubrimiento, del cual yo hice mención en una crónica mensual, me parece de cierta importancia en relación con la circunstancia narrada por los hechos mencionados del árbol de pino bajo el cual se habría dado muerte a s. Pablo.
En un ángulo de la iglesia se conserva un fragmento de columna que quizá perteneció a la antigua basílica, sobre la cual, según la tradición, habría sido decapitado el Apóstol.

En el 1599 el cardenal Pietro Aldobrandini mandó rehacer completamente el oratorio a Giacomo della Porta, sobre una planta muy simple a una única nave transversal con dos capillas laterales, a través de la cual tres nichos albergan otras tantas fuentes (en donde el agua ya no corre desde 1950). En el vestíbulo se conserva la estructura antigua del oratorio y, sobre el pavimento, el mosaico procedente de la reconstrucción del siglo XVI. Otro mosaico más amplio con las imágenes de las “Cuatro estaciones”, proveniente del mitreo imperial de Ostia Antica, fue instalado en la nave central durante la restauración del siglo XIX.
Sobre el altar de la capilla de la izquierda estaba colocada la “Crucifixión” de Guido Reni, transferida a París por los franceses en 1797. Cuando fue recuperada, la colocaron en la Pinacoteca Vaticana: actualmente el retablo del lugar es una copia.

### Santa María Scala Coeli
Ya desde los primeros siglos existía en el lugar otro oratorio, dedicado a la Virgen, construido sobre una cripta en donde se decía que estaba sepultado el tribuno Zenón con sus 10.203 soldados, condenados a muerte por Diocleciano después de haber construido las grandes termas.
A la izquierda del altar de la cripta, se ve a través de un ventanuco un altar pagano dedicado a la diosa Dia, divinidad agrícola romana a la que tributaban culto los arvales; por el otro ventanuco de la derecha se ven los restos de un antiguo cementerio cristiano, considerado la última prisión de san Pablo antes de la decapitación.
El nombre Scala Coeli, escrito también sobre la puerta, nace de una visión acaecida en el 1183 al fundador de los cistercienses Bernardo di Claraval, en la que la Virgen acogía las almas de los difuntos que subían al cielo a través de la escalera.
El oratorio se derrumbó a finales del siglo XVI, y su reconstrucción ex novo fue confiada por el cardenal Alejandro Farnesio a Giacomo Della Porta, que realizó, entre el 1582 y el 1584, la actual capilla con planta octogonal.